# أندرو شتال
أندرو شتال (بالإنجليزية: Andrew Stahl) هو موسيقي وكاتب أغاني وممثل أمريكي، ولد في 8 أبريل 1952 بسان أنطونيو في الولايات المتحدة.

## أعمال

### أفلام
- (1999) أكتوبر سكاي[1]

## وصلات خارجية
- أندرو شتال على موقع IMDb (الإنجليزية)
- أندرو شتال على موقع قاعدة بيانات الفيلم (الإنجليزية)